# مسجد أثيثية
مسجد أثيثية أحد المساجد التاريخية التابعة لمرات وسط المملكة العربية السعودية.

## التاريخ
أنشأ المسجد في عهد الإمام فيصل بن تركي آل سعود، وكان يعتبر منارة علم واشعاع تلقى فيه العديد من العلماء دروسهم في جزء منه يسمى المديرسة. يقع الجامع في شرق البلدة القديمة وهو مبني من الطين ومسقوف بالاثل وجريد النخل ويقام على العديد من الأعمدة الاسطوانية الشكل المكسوة بالجص يزينها أقواس مدببة الرأس وبه مكان يصلى به في الشتاء يطلق عليه اسم الخلوة، كما يوجد به منارة دائرية الشكل يبلغ ارتفاعها حوالي ثلاثين مترًا تضيق كلما ارتفعت للأعلى، وخلفها مقصورة أخرى تماثلها في الطول وفي الشكل نوعًا ما، وبها فتات صغيرة كانت تستخدم للمراقبة.

## الملحقات
كما يلاصق الجامع في جهته الجنوبية مدرسة صغيرة عبارة عن غرفة صغيرة كان يطلق عليها المديرسة وهي التي تتلمذ فيها عدد من طلبة العلم والمشائخ، وكانت بمثابة الكتاتيب وظلت كذلك حتى تم افتتاح المدرسة النظامية وتحديدًا في عام 1374 هـ وفي غرب المسجد مسقاة للوضوء بجانبها بئر يستفيد منها الأهالي للسقيا. تبلغ مساحة الجامع بملحقاته حوالي ألفي متر مربع، وقد توالت عليه الترميمات وظلت تقام فيه الصلاة حتى عام 1404 هـ تقريباً عندما أغلق لحاجته إلى الترميم.

## الترميم
قامت وزارة التربية والتعليم (وزارة التعليم حاليا) ممثلة في وكالة الآثار والمتاحف آنذلك بعملية ترميمه حيث تمت ترسية مناقصة ترميمه على إحدى المؤسسات الوطنية بمبلغ 44.8750 ريالاً.